# Жужемберцький замок

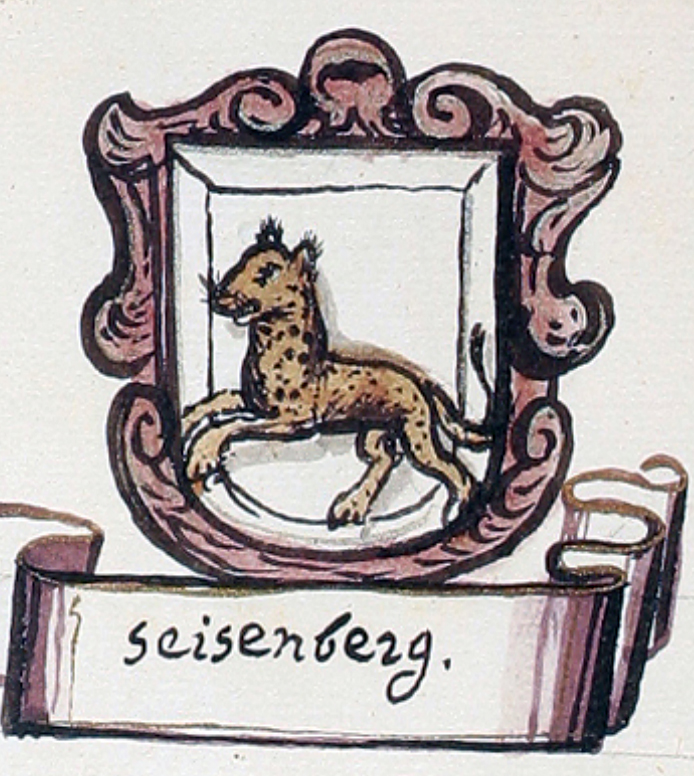
Герб Жужемберка

Жужемберцький замок або Замок Жужемберк (словен. Grad Žužemberk) — замок в центрі Жужемберка в Словенії. Розташований на скелі над річкою Крка.

## Історія
Перші згадки про замок датуються 1295 роком. У 16 столітті стіни були відновлені, а оборонні стіни були укріплені круглими вежами. Під час Другої світової війни тут розміщувався італійський гарнізон. Серйозно пошкоджений під час повітряних нальотів наприкінці війни. Поступова реконструкція замку розпочалася в 1960-х і закінчилася в 1996 році. У літні місяці (червень-вересень) в підвалі замку організовуються словенські концерти словен. Poletne Grajske Prireditve.